# Kinh tế nhà Tiền Lê
Kinh tế Việt Nam thời Tiền Lê phản ánh tình hình kinh tế nước Đại Cồ Việt từ năm 980 đến năm 1009 dưới thời Tiền Lê trong lịch sử Việt Nam.

## Nông nghiệp
Nông nghiệp vẫn là nền tảng cơ bản của nền kinh tế đương thời. Phần lớn ruộng đất ở làng xã phụ thuộc vào triều đình, do triều đình sở hữu.
Các loại ruộng đất thời Tiền Lê gồm có:
- Ruộng tịch (ruộng vua): như Bố Hải Khẩu (Thái Bình), Đỗ Động (Bắc Giang), Đọi Sơn (Hà Nam). Vào đầu xuân vua thực hiện lễ cấy tịch điền để động viên, khuyến khích nhân dân sản xuất nông nghiệp, gọi là lễ tịch điền; lần đầu tiên vào năm 987, Lê Đại Hành đã thực hiện việc này.[2][3] Sử sách ghi nhận đó là lễ tịch điền đầu tiên mà một vị vua Việt Nam thân hành đi cày.[4] Triều đình sử dụng người tù tội hoặc nông dân làm nghĩa vụ lao dịch cày cấy, toàn bộ sản lượng thu hoạch về kho của triều đình.[5]
- Ruộng phân phong: Về chính sách phân phong ruộng đất, nhà Tiền Lê cơ bản kế thừa nhà Đinh. Chế độ phân phong cho các công thần, quan lại chỉ là tạm thời, để hưởng thuế, không trở thành ruộng đất tư hữu và phải trả lại triều đình sau khi được người phong qua đời.[6] Ngoài một số công thần, vua Lê Đại Hành còn ban đất cho các hoàng tử làm thực ấp (tất cả 11 người).
- Ruộng chùa: Nhà chùa cũng sở hữu một số đất đai.[1]
- Ruộng tư: Ruộng đất tư nhân do một số trang trại hình thành từ thời Bắc thuộc được triều đình trung ương cho phép tồn tại, thuộc quyền sở hữu tư nhân và được phép mua bán.

Ngoài ra, nhà Tiền Lê còn khuyến khích dân các nơi khai khẩn đất hoang để lập làng, mở rộng diện tích đất công. Những ruộng đất ở làng xã và ruộng mới hình thành do khai hoang, nhân dân theo tập tục chia ruộng đều cho nhau cày cấy và nộp thuế cho triều đình.
Sử sách ghi nhận những thành quả phát triển nông nghiệp thời Tiền Lê, mùa mang tốt vào các năm 987, 989.

## Thủ công nghiệp
Trên cơ sở sự phát triển của các nghề thủ công truyền thống, thủ công nghiệp tiếp tục phát triển. Một số quan xưởng thuộc sở hữu của triều đình được hình thành để sản xuất các vật dụng cho vua quan và đúc tiền, đúc vũ khí.
Đương thời ghi nhận một số công trình dung điện xây dựng như điện Bách Bảo Thiên Tuế ở núi Đại Vân, cổ giác vàng bạc, làm nơi coi chầu; điện Phong Lưu, điện Tử Hoa, điện Bồng Lai, điện Cực Lạc, lầu Đại Vân, điện Trường Xuân, điện Long Bộc, mái lợp ngói bạc.
Những nghề sản xuất thủ công nghiệp trong dân gian gồm có kéo tơ, dệt lụa, rèn sắt, làm giấy, đúc đồng, làm vàng bạc, đóng thuyền,… với trình độ ngày càng nâng cao.

## Thương mại
Hệ thống đường sá giao thông đường bộ và đường thủy trong nước được các vua Lê quan tâm khai thông xây dựng. Sử ghi lại những sự kiện khai thông đường sá vào các năm 983, 1003, 1009.
Sử sách không chép rõ về hoạt động thương mại trong nước. Đối tác quan hệ buôn bán ngoại thương chủ yếu của Đại Cồ Việt là Trung Quốc. Hai bên lập ra những nơi giao dịch song phương gọi là Bạc dịch trường đặt trên đường thông lộ biên giới.
Những Bạc dịch trường quan trọng trong thời kỳ này là trại Vĩnh Bình (được Lê Văn Siêu phỏng đoán là chợ Kỳ Lâm hiện nay), tại Sách Nam Giang thuộc trại Cổ Vạn và châu Tô Hậu (Lê Văn Siêu phỏng đoán là châu Thất Khê), trại Hoành Sơn (Na Chàm ở ải Nam Quan). Trại Hoành Sơn tụ tập nhiều nhà buôn từ châu Quảng Nguyên của Đại Cồ Việt và châu Đặc Ma của nước Đại Lý (Vân Nam) và các lái buôn từ Quảng Châu của Tống.
Bạc dịch trường lớn nhất gần biên giới là điểm giao dịch hai nước nằm ở trại Như Hồng, Khâm châu.
Các quan chức địa phương biên giới cũng hỗ trợ cho quan hệ buôn bán của các thương gia hai bên. Nếu xảy ra việc kêu ca vì người bán cân thiếu thì phía Đại Cồ Việt lại cử sứ sang Khâm châu để thử lại cân để kiểm tra. Không những thế, chính triều đình nhà Tiền Lê cũng sai người sang giao dịch thẳng với khách buôn người Tống. Hàng bán của Đại Cồ Việt gồm có vàng, bạc, tiền đồng.

## Tiền tệ
Khi cai trị, Lê Hoàn đã dùng ba niên hiệu, song chỉ đúc duy nhất tiền Thiên Phúc trấn bảo, lấy tên theo niên hiệu đầu tiên. Các vua Tiền Lê sau không đúc tiền.
Sử liệu cũ của Việt Nam là Đại Việt sử ký toàn thư và Việt sử thông giám cương mục đều có nhắc đến việc tiền Thiên Phúc được đúc từ mùa xuân năm 984. Do tiền trong nước không đủ nhu cầu sử dụng, một số đồng tiền nhà Đường cũ như Khai Nguyên và nhà Tống đương thời như Thuần Hóa, Tường Phù được lưu hành trong nước Đại Cồ Việt.
Sử sách không nêu rõ tỷ lệ giá trị giữa những đồng tiền trong nước phát hành và tiền Trung Quốc ra sao. Tiền Thiên Phúc nhà Tiền Lê nặng 2,3-3,2 gram, còn các đồng tiền nhà Tống nặng khoảng 3,5 gram. Tại Khâm châu, việc mua bán của người Việt và người Tống bao gồm cả tiền đồng. Lê Văn Siêu cho rằng đây không chỉ là thị trường hàng hóa mà còn là thị trường tiền tệ mà hai bên trao đổi ngoại hối.

## Các loại thuế
Nhà Tiền Lê đặt ra lệ đánh thuế căn cứ vào số lượng tài sản về ruộng đất. Thuế thân chia ra hai loại:
Tiền công dung là tiền công dịch (như lao động công ích) mà người dân phải chịu mỗi năm 10 ngày và có thể nộp tiền thay vào việc tạp dịch
Tiền thuế hộ: là tiền mỗi gia đình phải nộp hàng năm
Tiền thuế điệu: Tiền mỗi hộ phải nộp để đóng vào việc quân
Nhà Tiền Lê đặt ra thuế thổ sản theo phép thời Tam Đại (Hạ, Thương, Chu) của Trung Quốc, chỉ lấy cống phẩm mà không thu bằng tiền. Đồng thời, triều đình có chính sách khuyến khích thương mại. Những người buôn bán không phải nộp thuế, coi như họ chỉ bán những nông phẩm sản xuất ra mà đã chịu thuế ruộng đất rồi.